# (18574) Jeansimon
(18574) Jeansimon (1997 WO23) – planetoida z pasa głównego asteroid okrążająca Słońce w ciągu 4,57 lat w średniej odległości 2,75 j.a. Odkryta 28 listopada 1997 roku.